# Teen Wolf (TV-serie)
Teen Wolf är en amerikansk TV-serie som hade premiär i USA den 5 juni 2011 på MTV. Serien är baserad på filmen med samma namn. Säsong 2 hade premiär den 3 juni 2012 och avslutades den 13 augusti samma år. Säsong ett och två har tolv avsnitt vardera och spelades in i Atlanta, Georgia, medan den tredje säsongen har tjugofyra avsnitt, spelades in i Los Angeles, Kalifornien och hade premiär den 3 juni 2013.
Den fjärde säsongen hade premiär den 23 juni 2014 och den femte säsongen hade premiär ett år senare, den 29 juni 2016 (i USA). Säsong fyra och fem har tolv respektive tjugo avsnitt, varav säsong fems tjugo avsnitt är uppdelade i två delar med tio avsnitt vardera, där handlingen i delarna något skiljer sig åt från varandra. Första delen av säsong sex hade premiär den 15 november 2016 och den andra delen hade premiär den 30 juli 2017. Varje del hade tio avsnitt var.

## Sverige
TV-serien började visas på MTV i Sverige den 18 februari 2013 och avslutades den 6 maj 2013. Säsong 2 började visas den 23 maj 2013 och avslutades den 1 augusti 2013. Säsong 3 började visas den 3 januari 2014, varken säsong 4, 5 eller 6 har visats på svensk TV.

## Webbserie
Teen Wolf: Search for a Cure är en webbserie sponsrad av AT&T. Skriven och regisserad av Jeff Davis. Serien handlar om Stiles som spårar upp en varulvsexpert, Dr. Conrad Fenris, i tron att han kan bota Scott. Dr. Conrad Fenris spelas av Tyler Poseys pappa, John Posey.

## Rollista i urval
| Skådespelare     | Roll                               | Art                              | Säsong     |
| ---------------- | ---------------------------------- | -------------------------------- | ---------- |
| Tyler Posey      | Scott McCall                       | Varulv                           | 1-6        |
| Dylan O'Brien    | Stiles Stilinski                   | Människa                         | 1-6        |
| Tyler Hoechlin   | Derek Hale                         | Varulv                           | 1-4, 6b    |
| Crystal Reed     | Allison Argent, Marie-Jeanne Valet | Människa                         | 1-3, 5     |
| Holland Roden    | Lydia Martin                       | Banshee                          | 1-6        |
| Shelley Hennig   | Malia Tate                         | Werecoyote                       | 3-6        |
| Arden Cho        | Kira Yukimura                      | Kitsune                          | 3-5        |
| Dylan Sprayberry | Liam Dunbar                        | Varulv                           | 4-6        |
| JR Bourne        | Chris Argent                       | Människa                         | 1-6        |
| Ian Bohen        | Peter Hale                         | Varulv                           | 1-4,6      |
| Seth Gilliam     | Dr. Alan Deaton                    | Druid                            | 1-6        |
| Linden Ashby     | Sheriff Noah Stilinski             | Människa                         | 1-6        |
| Melissa Ponzio   | Melissa McCall                     | Människa                         | 1-6        |
| Khylin Rhambo    | Mason Hewitt                       | Människa                         | 4-6        |
| Victoria Moroles | Hayden Romero                      | Varulv                           | 5-6        |
| Michael Hogan    | Gerard Argent                      | Människa                         | 2-6        |
| Jill Wagner      | Kate Argent                        | Nagual                           | 1, 3-4, 6b |
| Eaddy Mays       | Victoria Argent                    | F.d Människa, Varulv             | 1-2        |
| Cody Christian   | Theo Raeken                        | Chimär                           | 5-6        |
| Meagan Tandy     | Braeden                            | Människa                         | 3-5        |
| Daniel Sharman   | Isaac Lahey                        | Varulv                           | 2-3        |
| Colton Haynes    | Jackson Whittemore                 | F.d Kanima, Varulv/Kanima Hybrid | 1-2, 6b    |
| Keahu Kahuanui   | Danny Mahealani                    | Människa                         | 1-3        |
| Bianca Lawson    | Ms Morrell                         | Druid                            | 2-3        |
| Gideon Emery     | Deucalion                          | Varulv                           | 3, 5, 6b   |
| Charlie Carver   | Ethan                              | Varulv                           | 3, 6b      |
| Max Carver       | Aiden                              | Varulv                           | 3          |
| Felisha Terrell  | Kali                               | Varulv                           | 3          |

## Produktion
Rollistan offentliggjordes i december 2010, huvudrollerna gick till Tyler Posey, Crystal Reed, Tyler Hoechlin, Dylan O'Brien, Holland Roden och Colton Haynes.
Tyler Posey spelar huvudrollen Scott McCall, en töntig gymnasiestudent som efter att ha blivit biten av en varulv börjar att lägga märke till förändringarna. Crystal Reed spelar Allison Argent, en snygg ny tjej på skolan som omedelbart blir attraherad av McCall. Tyler Hoechlin spelar Derek Hale, en mystisk kille som är en varulv och Dylan O'Brien spelar Stiles, Scotts bästa vän. Holland Roden spelar Lydia Martin,  Jackson Whittemores populära och kontrollerande flickvän. Colton Haynes spelar Jackson Whittemore, McCalls lacrossekamrat och konkurrent.

## Likheter och olikheter från filmen
Originalet handlar om en bortkommen tonåring, Scott, som tar itu med sitt tonårsliv och handskas med att han blivit en varulv. I båda versionerna drar Scott nytta av sina nya krafter; blir självsäker och accepteras därefter av sina kamrater på grund av sina nyupptäckta krafter. Dessutom har han en nära vän vid namn Stiles.
Det finns  många skillnader mellan filmen och tv-serien. MTV:s version är en drama/komedi med en mörk ton medan 1985 filmen var en komedi. Humorn i tv-serien är mörkare men hyllar filmens originalkänsla. Under marknadsföringen sade producenterna att de var influerade av Joss Whedons serie Buffy och vampyrerna.
Originalet hyllades exempelvis av Peter Hale där han sade att "På hans tid spelade alla basket".

## Media

### Böcker
- 2012, Nancy Holder, On Fire: A Teen Wolf Novel, Simon & Schuster, ISBN 9781451674477 - historien om Scott McCall och den första säsongen av Teen Wolf.

### Serier
En serie baserad på TV-serien släpptes i september 2011 av Image Comics.